# بازول
بازول (به فرانسوی: Bazuel) یک کمون (فرانسه) در فرانسه است که در نر (دپارتمان فرانسه) واقع شده‌است. بازول ۱۱٫۸۱ کیلومتر مربع مساحت دارد.